# Martin Balucha
Martin Balucha (* 8. června 1990 Praha) je český novinář a reportér, od března 2022 zahraniční zpravodaj Českého rozhlasu ve Francii.

## Život
Vystudoval francouzskou filologii na Filozofické fakultě Univerzity Karlovy v Praze (promoval v roce 2016 a získal titul Mgr.) a v letech 2015 až 2018 mediální studia na Fakultě sociálních věd stejné univerzity. Absolvoval také zahraniční studijní pobyty v Bruselu na Université Libre de Bruxelles (2016) a dříve také ve Francii a ve Velké Británii.
Od roku 2014 pracuje v Českém rozhlase. Začínal jako elév, později se přesunul do domácí redakce a od roku 2016 do zahraniční redakce. Zaměřuje se hlavně na frankofonní oblasti, především na Francii a Belgii. Zabývá se též Itálií a severní Afrikou.
Mezi jeho záliby patří cestování, moderní dějiny, vaření a čtení (k jeho oblíbeným autorům patří Michel Houellebecq).
Od března 2022 se stal zahraničním zpravodajem Českého rozhlasu ve Francii.